# هوره‌کی

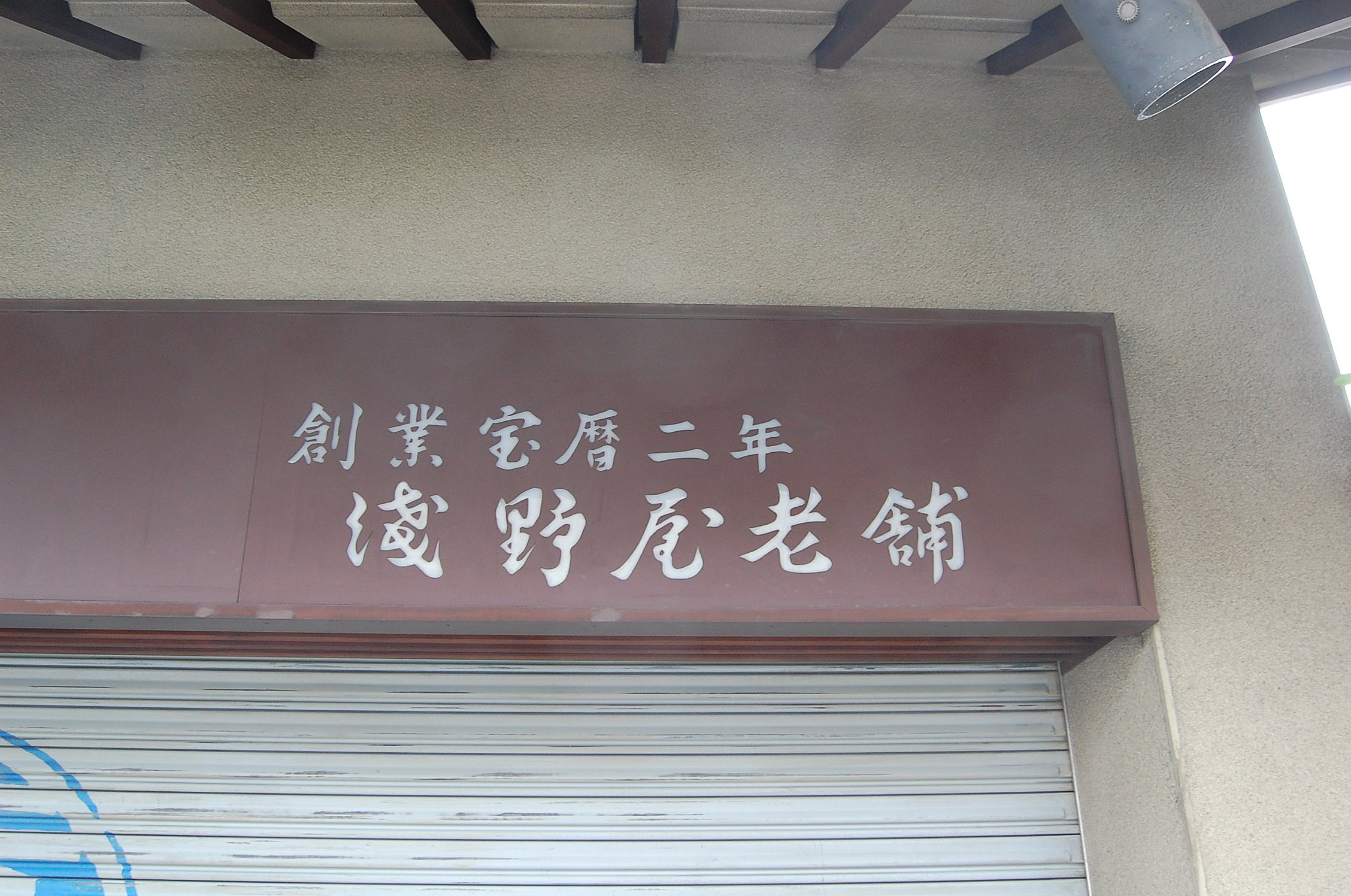
نمای جلویی سوباجین

هوره‌کی (به ژاپنی: 宝暦 Hōreki) نام عصر ژاپنی در دوره ادو بود. این دوره بعد از کانئن و قبل از میوا بود. این دوره از اکتبر ۱۷۵۱ تا ژوئن ۱۷۶۵ میلادی ادامه داشت. در این دوره امپراتور موموزونو و امپراتریس گو-ساکوراماچی امپراتور ژاپن بودند.